# Centre national de coordination du renseignement
Le Centre national de coordination du renseignement (CNCR) est un « groupe de recherche opérationnelle » de la Gendarmerie royale du Canada (GRC) qui recueille et analyse des informations sur la cybercriminalité, que ce soit au Canada ou à l'étranger. Il surveille des terroristes et des manifestants qui pourraient saboter des infrastructures canadiennes. Il lutte également contre l'espionnage industriel.
Il fournit des rapports à l'intention de partenaires internationaux qui participent aux travaux de renseignements des Five Eyes.

## Histoire
Les premiers efforts de renseignement de la GRC remonte à la formation du Service de sécurité de la GRC (en) qui a notamment servi pendant la crise d'Octobre qui s'est déroulée au Québec en 1970. Il a été remplacé en 1984 par le Service canadien du renseignement de sécurité (SCRS). 
Après les attentats du 11 septembre 2001, des responsables de la GRC ont perçu le besoin de créer un service de renseignement interne, le futur Centre national de coordination du renseignement, qui a été créé en 2013. Ses premières années n'ont pas été à la hauteur des attentes, la GRC n'étant pas suffisamment dotée en spécialistes du renseignement. Le cas de Maher Arar, étudiant d'origine syrienne expulsé en 2002 vers la Syrie où il a été torturé, étant un exemple de manque de coordination et d'amateurisme de la part de ce groupe de recherche. 
En août 2019, des agents de la GRC ont procédé à l'arrestation de Cameron Ortis, qui est alors directeur du CNCR. Détenteur d'un doctorat en relations internationales, Ortis avait commencé à travailler pour la GRC en 2006 à titre d'analyste de renseignement. En 2015, il a fait une proposition à Vincent Ramos, qui vendait des téléphones cryptés à des réseaux criminels. Plus tard, Ramos a été arrêté aux États-Unis et son matériel informatique a été analysé par des policiers américains. Lorsque des policiers canadiens ont vu un document que la GRC avait produit, ils ont conclu qu'un agent double travaillait dans les murs de la GRC. Lorsque Ortis a été arrêté, il se préparait à vendre plusieurs documents à des organisations et des gouvernements étangers.